# Велес
Велес (мкд. Велес, тур. Köprülü; од 1946. до 1996. град се звао Титов Велес) је град у Северној Македонији, у средишњем делу државе, на Вардару. Велес је седиште и највеће насеље истоимене општине Велес.
Велес је значајно средиште за Северну Македонију. У Велесу су отворени: прва школа македонског језика, прва гимназија, прво позориште, прва библиотека, први музеј и прва музичка школа у Северној Македонији.

## Порекло назива
У току историје град је често мењао име: од староримског назива Вила Зора, преко османског Ћупурли до данашњег Велес. Данашње име град је добио у 7. веку са досељавањем Словена на Балканско полуострво, од словенске речи велес која значи „у шуми“ (због густих шума које су га окруживале). Ово је и назив за једно старословенско божанство.

## Географија
Град Велес је смештен у средишњем делу Северне Македоније. Од Скопља, Велес је удаљен је 55 km јужно.
Рељеф: Велес је средиште историјске области Повардарје, која обухвата подручје око Вардара. Насеље је смештено у котлини реке, на надморској висини од приближно 210 м. Западно од града издиже се планина Јакупица, а јужно планина Бабуна. Источно од града почиње Овче поље.
Клима у Велесу је измењена континентална са значајним утицајем Егејског мора (жарка лета).
Воде: Кроз Велес протиче Вардар. Река дели град на два дела, западни и источни.

## Историја
Подручје данашњег Велеса насељено је већ у доба праисторије. Град на месту данашњег Велеса је основан око 168. п. н. е. под називом Вила Зора.
У 7. веку ово подручје насељавају Словени и дају му данашњи назив. Од 11. века постоје писани докази о насељу под данашњим називом. Године 1371. место је било посед српске великашке породице Дејановића. Међу сачуваним средњовековним споменицима, најпознатији је Манастир Светог Димитрија (14. век), а од највећег архитектонског интереса је црква Светог Пантелејмона (19. век).
Из Велеса је био родом турски велики везир Ћуприлић.
По београдском календару из 1839. године градић Велес је наводно "у Албанији", а годишњи трговачки вашар одржава се ту 20. маја.
Маја 1856. године страдао је Велес од одметника Арнаута. Ови су запалили и опљачкали док је горео северни део града, који раздваја река Вардар. Изгореле су куће и сва трговачка чаршија.
У граду је 1899. радио Србин лекар, др Иван Поповић, а "првак" велешких Срба тада је Хаџи Јован Весовић. Велики српски родољуб Петар Ташевић убијен је у атентату који су извели "бугараши".
У Првом балканском рату, српска војска је ушла у Велес 21. октобра/3. новембра 1912. Пре овог рата је као граница српске и бугарске зоне фигурирала линија Охрид-Велес-Крива Паланка, при чему би сви ти градови припали Бугарској. У окупираној Србији 1915-18, Велес су заузели Бугари (Македонска војно-инспекцијска област).
У Краљевини СХС/Југославији, Велес је, са Скопским округом, постао део Скопске области, која 1929. постаје део Вардарске бановине.
Пруга Велес – Штип је изграђена 1924, преко Вардара у Велесу је изграђен мост.
Након окупације Југославије 1941, већи део Македоније је прикључен Бугарској. Велес је ослобођен 9. новембра 1944.

## Духовни живот
Велес је један од врло старих градова Старе Србије, подигнут на реци Вардару, која га раздваја на два дела - источни (звани Прцорек?)и западни. По пристрасном извештачу "Цариградског весника" из 18. децембра 1854. године, очигледно Бугарину - Јордану Константиновом, житељи Велеса - свих 5000 православаца су Бугари, а ови што је занимљиво - говоре бугарско-српским језиком "славенским", и нешто мало цинцарским. Велешани људи су по њему "досетљиви и обдарени Бугари", који су пре 15 година били добри трговци и радили са Пештом и Бечом. Лист "Братство" пише 1899. године, да је у Велесу од 15.000 становника, највише Срба. Бугарски егзархисти су од 1870. године агресивно вршили "побугаривање" у Скопљу, Охриду и Велесу, тако што су подстицали "филетизам", да би се велешко неопредељено становништво изјаснило - као једино под Турцима прихватљиво - да је бугарско. Одговор је највише зависио од постављеног питања, сељаци би били наведени на пожељни одговор. Агенти бугарског Егзархата су сумњичили Србе код Турака речима: "Срби су у Османској империји једини нелојалан и сумњив народ. Они сањају непрестано о српском царству и одржавају везе са Београдом." То је подстицало непријатељство између турских власти и Срба, доводило до сталних сукоба. Због тога су Турци 1876. године донели наредбу по којој се забрањује "српско име" у Старој Србији и Македонији (Јужној Србији). Од тада су Срби преименовани у пуку "хришћанску рају".
Град је имао две лепе православне цркве, које су измешане са тада постојећих шест џамија. Једна црква је посвећена Св. Спасу, и има врло лепо украшено темпло, по угледу на оно у манастиру Високи Дечани прозван "Вседржитељ". У цркви се служи "славеносно" тј. бугарско-српским језиком. Други храм је посвећен Св. Пантелејмону, то је нова, висока грађевина.
У непосредној околини налазила су се 1854. године три манастира. Први, посвећен Св. Јовану Крститељу прозван "Ветерско", озидали су грађани са конацима и помоћним зградама, чесмом и баштом, ниже које протиче река Пчиња. Манастирска црква је међутим мала и врло стара, грађена наводно за време султана Мехмеда другог. Било је ту много старих рукописа које су монаси небригом уништили. Други манастир, посвећен Пресветој Богородици прозван "Согле", налази се у густој шуми. И његова богата библиотека је готово уништена. Трећи манастир, посвећен Св. Архистрату Арханђелу Михаилу прозван "Клепа" (по брду изнад)је такође изгубио вредне старе рукописе. Све ове манастире каже се у опису из 1854. године, зидали су српски цареви, кнезови и деспоти. Као купац српске књиге Доситеја Обрадовића, јавља се у Велесу 1830. године монах Пахомије.
Изабран је 1910. године за епископа велешког Србин, Варнава.

## Српска књига у Велесу
У Велесу је у првој половини 19. века, живео и радио Анђелко Палашевић велико-купац (трговац). Трговачки послом је много путовао, и будући радознао много читао. Пешта је постала у то време важно место трговања и ту су се дуже или краће бавили многи шпекуланти Велешки. Захваљујући сложним трговцима Велес је био просперитетно место, све док се није крајем педесетих година 19. века, распламсала међунационална трвења Грка и Бугара. Бугари су радили под "фирмом - Славјани", својатајући-користећи Србе за потискивање несловена Грка (Цинцара). Српске интересе ненаметљиво је бранила његова развијена књижевност, настајала на свим странама. У Пешти је српску књигу пазарио претплатом, поменути хаџија Анђелко Палашевић. Књигу исте године узима још један Велешанин, привремени становник Пеште - Хаџи Јанко Кушовић. Хаџи Јанко у Пешти те 1827. године прибавља још једну српску књигу. Нижу се године, а са њима и број читалаца из Велеса, који се баве у Пешти. Тако 1828. године нову књигу Бранковићеву у Пешти узимају трговци: Јанко Хаџи Кушевић, Манојло Панајотовић, Никола Хаџи Михаил, Аџиано Кушевић и Манојло Палашовић. Српску историјску књигу о књазу Милошу, набавио је у Пешти, "Анђелко Палацковић" из Велеса. Када се 1829. године овај "Бугарин" сада као Палашев(по свом признању) из Македоније, бавио у Пешти, претплатио се за две српске књиге, напоменувши за себе, да је "велики љубитељ књижества и славе нације своје". Поред Лазаревићеве, Анђелко набавља и "Писма" од српског просветитеља Доситеја Обрадовића. Те године 1829. узима из Будима и трећу књигу, сада о српском деспоту Јакшићу, потписујући се са "Бугарски трговац и љубитељ књижевства и славе...". Догодине на ред долазе читаоци опет Доситејеви, чији "Дух списанија" улази у домове имућних Велешана: трговаца Манасија Хаџи Кушевича, Николе Хаџи Михаила, Атанасије Пуљнића, Анђелка Палашева, Јелисеја Савића, те Димка Чике турског царског "ландкапетана" тамошњег, и најпосле две госпође Јулијане Радивојевић и Марије Ненадовић. Поучну и практичну књигу о здрављу узимају читаоци добро знани из Велеса 1830. године: Анђелко Палашев трговац и "велики љубитељ књиге и нације своје" и Никола Хаџи Михаил. Књига је српска али нацију није смео да помене Анђелко, јер таква су била времена. Дело умно купују 1831. године, Велешани: кир Анђелко, рилски јеромонах "високоучени" Пахомије и газда Наум Бошко. У Пешти је Анђелко узео још једну српску књигу, овај пут о свемиру и његовој "историји". Онај ко је желео да упозна мађарско право могао је 1831. године да наручи практичну књигу објављену у Будиму. Наравно да се пословни људи из Велеса, који раде са Пештом ту рачунају. Био је то Манаси Хаџи Трајко Кушевић трговац велешки. Нову српску књигу прибавио је просвећени трговац Анђелко 1832. године истакнувши у списку претплатника да је "велики љубитељ књижества српског и оснивач прве библиотеке у вароши Велесу". Бугарин "велики трговац и љубитељ књижества" пренумерацијом набавља исте године занимљиву књигу "Србски родољубац". Велешани не жале новац за књиге, па 1832. године стиже нови наслов у руке: Господара Анђелка Палашова, "Болгарина" великог трговца и љубитеља книжества, затим Јована Хаџи Георга, Михаила Хаџи Пана и Зафира Ангела - у Пешти налазећих трговаца. Пожртвовани Анђелко и даље много чита, па следеће 1833. године узима још једну књигу српску, не мењајући уверење. Анђелко Палашов се јавља и у списку приложника "Београдског књигохранилишћа" (Народне библиотеке) од 1832. године. Уз Анђелка сина Петкова, који је био "хаџија", писмени купци једне друге српске књиге 1835. године су и други поклоници православних светиња - његов брат Мано Хаџи Палашов (та варијанта презимена) и Зафир Хаџи Бошков, оба велико-купци. По мишљењу посетилаца Велеса, он је у то време био средиште великобугарског утицаја у Старој Србији. Када је следеће 1836. године у Пешти изашла бугарска књига, њени купци из Велеса ће посведочити својим именом - ново "опредељење". Претплатили су се сада: Манаси Х. Трајков Кушовић, Мано Х.(Хаџи) Петко Палашов и Замфир Кимо Х.(Хаџи) Бошков - оба купци велески. Видели смо како се дотад национално одрођено и неопредељено становништво староседелачко, постепено под вештим упливом мешетара, одриче своје истинске самобитности и својих природних корена. Још, да поменемо пренумеранта велешког трговца Косту Најдена, који је 1854. године набавио за сина Ђорђа, вредну српску књигу. Јован Нешковић управитељ основних школа и професор у Велесу је 1858. године објавио књигу свог оца, коју је превео "на чист бугарски језик". Отац Атанасије Нешковић је 1801. године написао у Пешти дело "Историју Бугарске".

## Школство
Српска народна школа у месту отворена је 1854. године и радила до 1876. године. После прекида, поново је обновила рад 1899. године. У вароши Велесу 1857. године отворене су поред постојећих две нове школе: трговачка и женска. Трговини, која се разгранала чак до Будима, био је потребан школован подмладак. У трговачкој школи учили су се страни језици немачки, француски и "јелински" (који је био различит од "грчко-загорског") битни за рад.
Нема сумње да су многи млади Велешани наставили даље школовање на страни. Најизгледнији су им били Пешта и Београд, а чини се да је најдаље доспео Константин Шуљевић који је 1853. године био ученик другог разреда гимназије у Одеси, у Русији.
Јован Нешковић је 1857. године потврђен за професора главне школе и управитеља свих основних школа у перспективном Велесу и његовом окружењу. Он је маја 1859. дао оглас у српском листу, за упражњено место старијег учитеља у школи у оближњем Прилепу. Плата је износила 5000 гроша (или 400 форинти) која би се повећала у зависности од успеха учитељевог, затим бесплатног стана и огрева. Кандидати Срби су имали да се преко комисионара Теодора Хистодуловића у Алексинцу (Србији), њему пријаве. Нешковић је често одлазио у Србију током својих одмора, и сарађивао је у новосадском листу "Србски дневник". У једном извештају се каже да је у месту радила српска народна школа, мушка и женска у периоду 1868—1874. године. Српска полугимназија у Велесу је основана 1913. године.
Архиепископ Антим (Грк) подигао је 1858. године велико здање "Грчко-јелинске школе", за децу петнаестак својих богатих сународника тамошњих Цинцара. У тој школи се учило на грчко-загорском језику.
По извештају стања у бугарском Егзархату 1903. године, у граду Велесу има укупно 19.700 становника. Од тога је Словена било 12.000, Турака 6600, Цинцара 500 и Цигана 600 душа.
По статистици секретара Бугарске егзархије, 1905. године у Велесу су функционисале две бугарске основне и две средње школе и по једна српска, румунска и грчка основна и средња школа.
Од 1918. године Велес се припојио Краљевини СХС, касније Југославији.
Године 1991. град је у саставу независне Северне Македоније.

## Становништво
По последњем попису становништва из 2021. године, град Велес је имао 40.664 становника, следећег националног састава:
| Национални састав према попису из 2021.‍ | Национални састав према попису из 2021.‍ | Национални састав према попису из 2021.‍ | Национални састав према попису из 2021.‍ | Национални састав према попису из 2021.‍ |
| --------------------------------------- | --------------------------------------- | --------------------------------------- | --------------------------------------- | --------------------------------------- |
|                                         |                                         |                                         |                                         |                                         |
| Македонци                               | Македонци                               |                                         | 33.956                                  | 83,5%                                   |
| Турци                                   | Турци                                   |                                         | 1.018                                   | 2,5%                                    |
| Роми                                    | Роми                                    |                                         | 507                                     | 1,2%                                    |
| непописани                              | непописани                              |                                         | 4.274                                   | 10,5%                                   |

Већинска вероисповест становништва је православље.

## Култура
Највеће туристичко одредиште у ближој околини Велеса је антички град Стоби. Осим тога, значајни су и локалитети Бреза и Пешти, који обилују пештерима (са археолошкима остацима из неолита, ранохришћански пештери).
У општини Велес налази се осам основних и четири средње школе, спортско игралиште, спортска сала, базен, позориште, музеј, библиотека, кино-сала, десет цркава, манастири и џамија.

## Галерија
- Велес 1930. године
- Црква светог Пантелејмона
- Старо језгро Велеса
- Народни музеј у Велесу
- Споменик НОБ-у изнад града
- Град Велес на фотографији из календара Вардар за 1913. годину.

## Градови побратими
- Слобозија, Румунија
- Сомбор, Србија
- Ужице, Србија

Други облици сарадње:
- Пула, Хрватска (Договор о пријатељству и сарадњи 2002)